# 미사토정 (아키타현)
미사토정(일본어: 美郷町)은 일본 아키타현 중동부 센보쿠군의 정이다.

## 지리
요코테 분지의 동부에 위치하고 동부에는 오우산맥의 산들이 늘어서 있다.

## 역사
- 2004년 11월 1일 - 센하타정, 로쿠고정, 센난촌이 합병해 미사토정이 탄생하였다.

## 인구
|                                              | |
| 미사토정의 전국의 연령별 인구 분포（2005년） | 미사토정의 연령·남녀별 인구 분포（2005년）                                                                             |
| ■자주색 ― 미사토정 ■녹색 ― 일본전국          | ■파랑색 ― 남자 ■빨간색 ― 여자                                                                                          |
| · 미사토정（에 해당되는 지역）의 인구추이    | |
| 일본 총무성 통계국 국세조사 결과             | |
|                                              | 기술적 문제로 인해 그래프를 일시적으로 사용할 수 없습니다. 파브리케이터와 미디어위키 위키에 더 자세한 정보가 있습니다. |

## 교통

### 철도
- 동일본 여객철도 오우 본선

### 도로
- 국도 13호선

## 자매 도시
- 일본 도쿄도 오타구
- 중화민국 화롄현 루이수이향